# Moncalvo
Moncalvo (Moncalv in piemontese) è un comune italiano di 2 774 abitanti della provincia di Asti in Piemonte.

## Geografia fisica
La città di Moncalvo è uno fra i principali comuni del Monferrato, nonché di esso prima capitale storica, ed è situata a nord-est di Asti, sul confine con la Provincia di Alessandria, su un colle di altitudine media di 305 m s.l.m.

## Storia
Di origine romana, Moncalvo fu nel corso dei secoli proprietà della Chiesa di Asti, della famiglia Graffagno, del Marchese del Monferrato, che ne fece la propria capitale, per poi passare al Marchese di Saluzzo (1306) e quindi nuovamente ai Paleologi di Monferrato (1309). Subì varie occupazioni straniere e divenne da ultimo dominio dei Gonzaga del Ducato di Mantova, i quali la cedettero in feudo a diversi signori : nel 1604 a Galeazzo di Canossa, nel 1619 a Rolando Natta, nel 1671 a Filiberto marchese di Ceva.
Nel 1691 subì il saccheggio da parte delle truppe imperiali comandate da Eugenio di Savoia. Passò infine definitivamente alla casa Savoia nel 1704. Con sue Patenti del 9 agosto 1774 Vittorio Amedeo III di Savoia la dichiarò Città, riconfermando il titolo già attribuitole dal Duca di Mantova Ferdinando Carlo Gonzaga il 23 marzo 1705. Lo stesso sovrano, poi, concesse la città in appannaggio al figlio Maurizio Giuseppe, duca di Monferrato, investendolo del titolo di principe di Moncalvo, con lettere patenti del 3 giugno 1785.
Nel 1908 ritorna in possesso delle frazioni di Castellino, San Vincenzo, Patro e Santa Maria che nel 1705 erano state annesse al Comune di Penango.
Durante la seconda guerra mondiale, nel periodo dell'occupazione tedesca e della Repubblica Sociale Italiana, tra il 1943 e il 1945, Moncalvo fu drammaticamente segnata dalle persecuzioni antiebraiche che portarono sul suo territorio all'arresto e alla deportazione di ben 8 persone, condotte alla morte ad Auschwitz.

### Simboli
L'attuale stemma della Città di Moncalvo è stato concesso assieme al gonfalone con decreto del presidente della Repubblica del 15 novembre 2006.
(D.P.R. 15.11.2006)
Il gonfalone è un drappo troncato di rosso e di bianco.
Argento e rosso sono i colori del Monferrato.

## Monumenti e luoghi d'interesse

### Architetture civili
- Palazzo Testafochi (XVIII secolo su impianto tardo medievale)
- Palazzo del Municipio (ex Convento Monache Orsoline del XVII secolo su impianto preesistente)
- Palazzo dal Pozzo (dimora signorile del XVII secolo)
- Palazzi Manacorda (soffitto a cassettoni del XV secolo)
- Casa Lanfrancone (resti di facciata gotica, XIII secolo), situata nella zona detta "La Fracia"
- Casa detta dei Marchesi di Monferrato (decorazioni in cotto, XV secolo)
- Teatro Comunale (1878), costruito sul sedime dell'antico Corpo di guardia secentesco
- Resti del Castello (costruzione medievale, residenza dei Marchesi del Monferrato) : atterrato alla fine del Ottocento, restano solo i possenti torrioni, restaurati recentemente
- Villa Foa (dimora borghese posta in posizione panoramica)

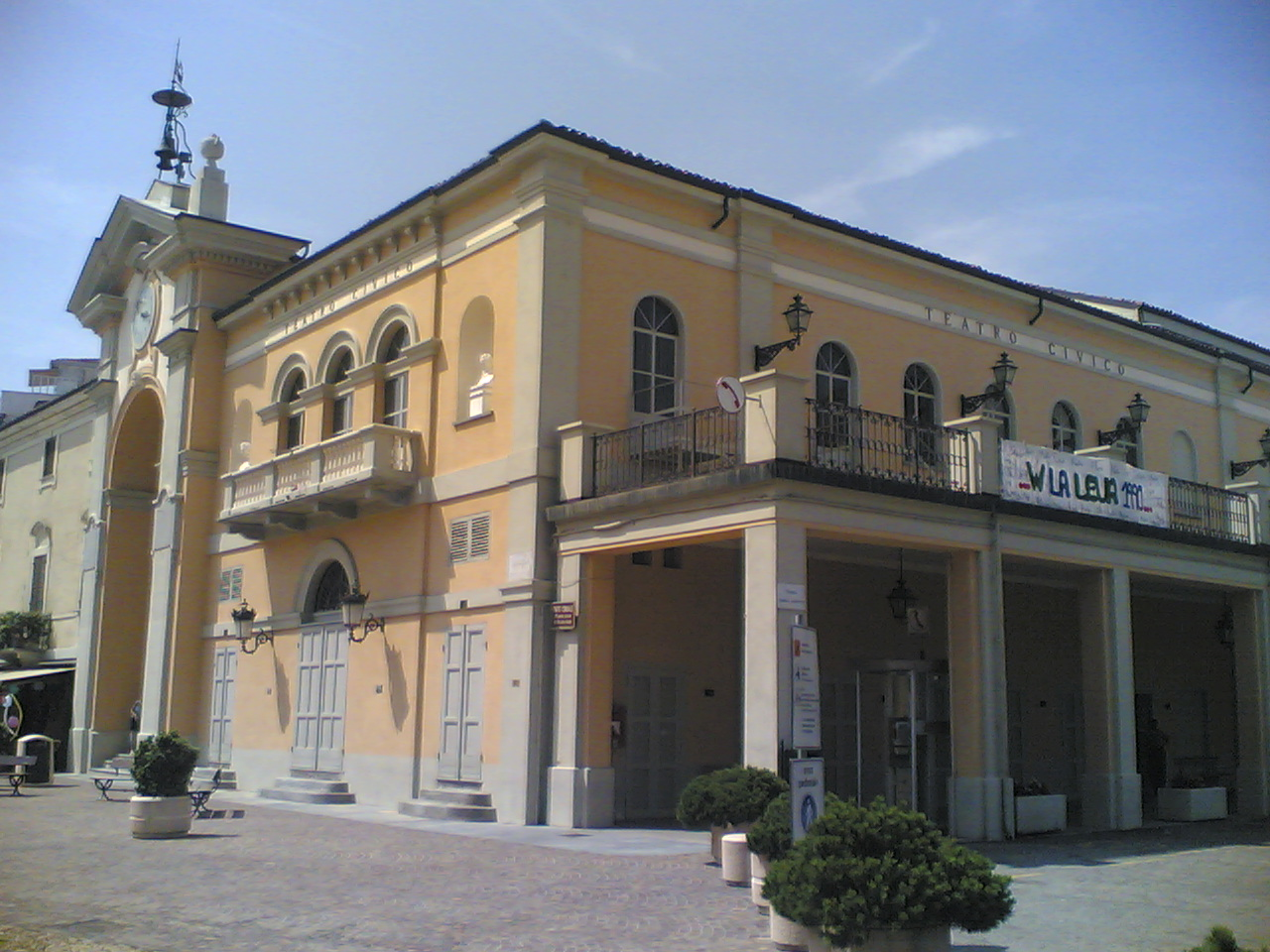
Teatro comunale di Moncalvo
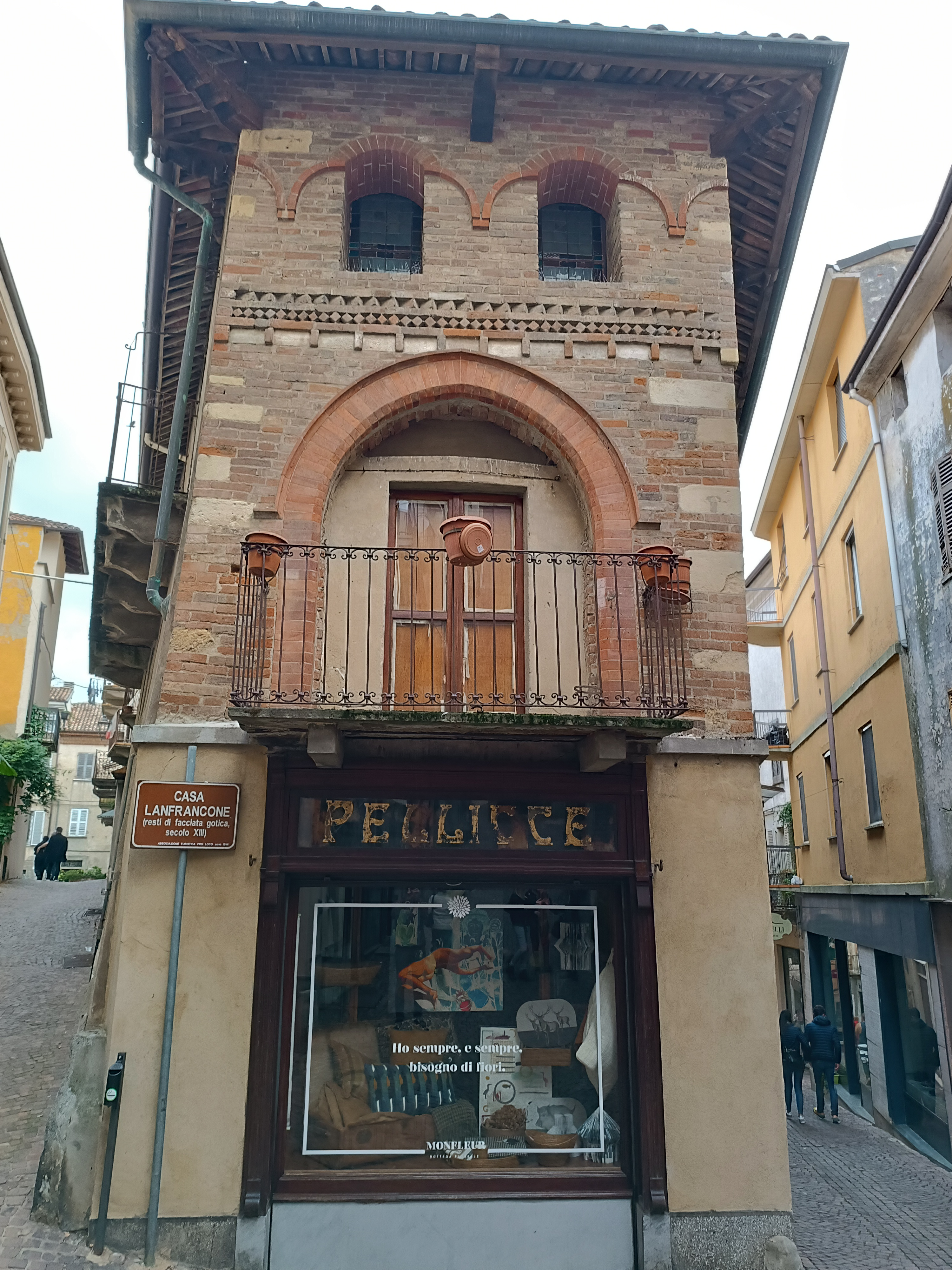
Casa Lanfrancone
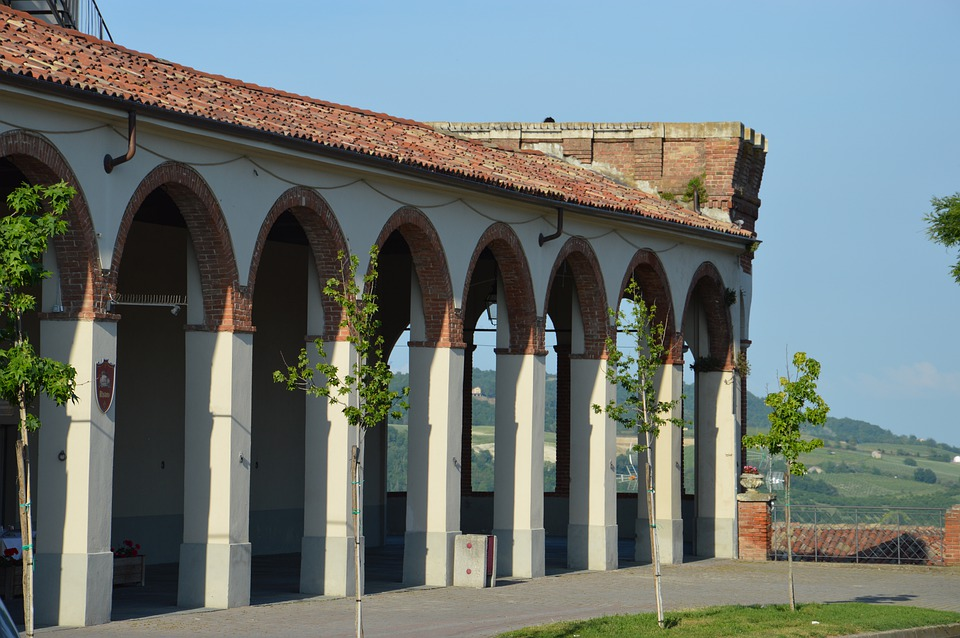
Il castello e la torre panoramica

### Architetture religiose
- Chiesa parrocchiale di San Francesco (abside XIII secolo, facciata 1932)
- Chiesa di Sant'Antonio (XVII secolo)
- Santuario Diocesano di Santa Teresa di Calcutta (già chiesa della Madonna delle Grazie (metà XVIII secolo))
- Chiesa di San Marco
- Chiesa di San Giovanni
- Chiesa di San Pietro in vincoli detta "La pieve" (romanica): sulla parete esterna lapide romana del III secolo in calco, mentre l'originale si trova presso la biblioteca civica
- Chiesa della frazione Santa Maria, Santa Maria delle Peschiere (1624)
- Oratorio di San Rocco (XVII secolo)
- Chiesa della frazione Castellino, Santa Caterina d'Alessandria
- Chiesa della frazione Patro, Santa Croce

Negli edifici religiosi sono custodite numerose opere d'arte appartenenti al manierismo padano (Guglielmo Caccia detto "il Moncalvo" e scuola)

## Società

### Evoluzione demografica
Abitanti censiti

### Etnie e minoranze straniere
Secondo i dati ISTAT al 31 dicembre 2009 la popolazione straniera residente era di 288 persone. Le nazionalità maggiormente rappresentate in base alla loro percentuale sul totale della popolazione residente erano:
- Romania 96 (2,92%)
- Albania 93 (2,83%)

### Tradizioni e folclore
Nella frazione Patro permane l'antica tradizione popolare di costruire dei fischietti in terracotta policroma denominati subiet ëd Patro ("fischietti di Patro") in lingua piemontese: questi oggetti un tempo erano utilizzati a titolo beneaugurale per il raccolto o durante occasioni importanti.

#### Palio di Asti

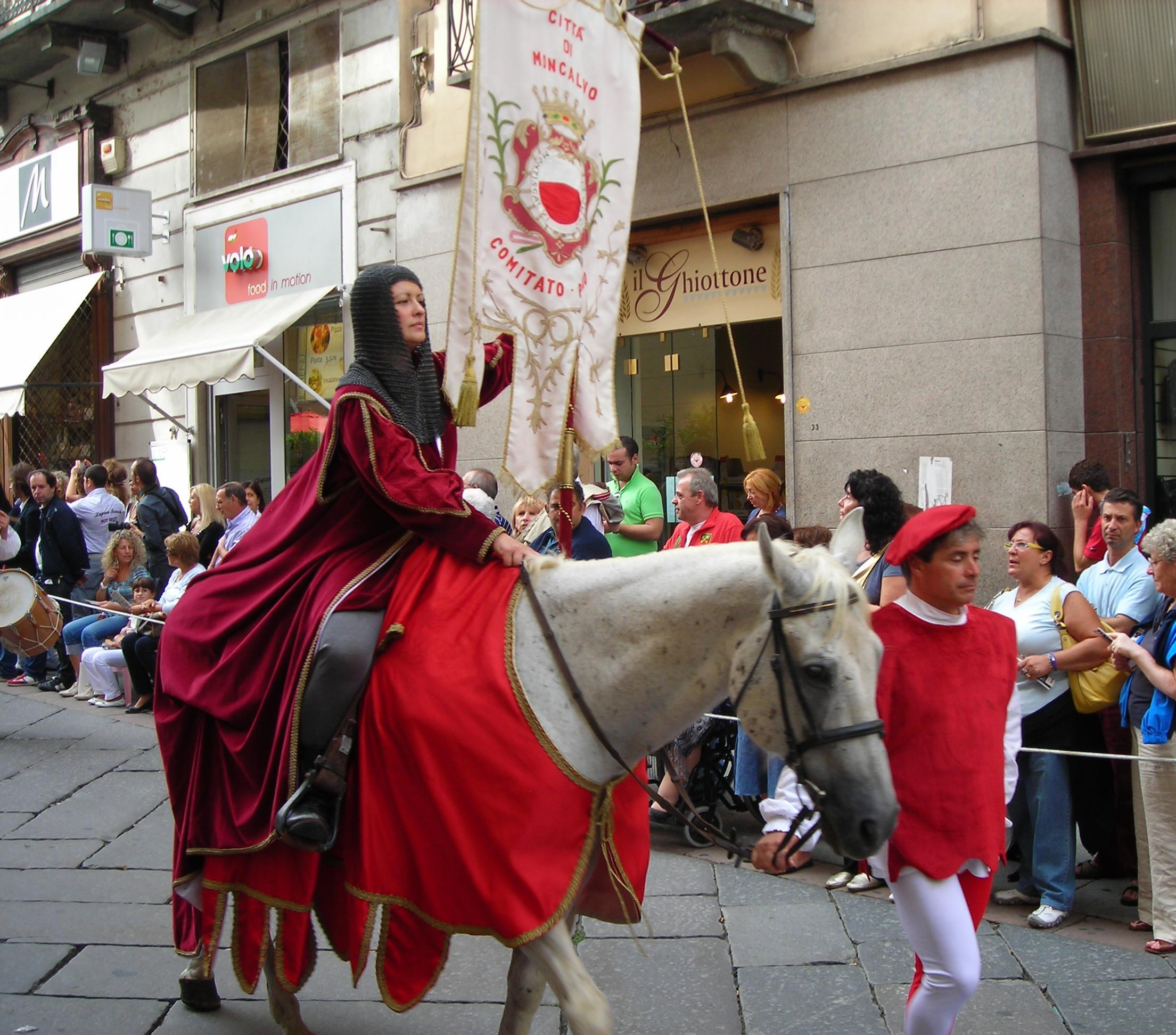
Il comune al corteo storico del palio (2009)

La città di Moncalvo partecipa al Palio di Asti. Questa è una festa che affonda le radici nel medioevo per celebrare il patrono astigiano san Secondo e culmina con una corsa con cavalli montati a pelo (cioè senza sella), che si svolge ogni prima domenica di settembre nella centrale piazza Alfieri di Asti. Moncalvo vi partecipa dal 1929 e dal 1967, anno della "nuova" ripresa della manifestazione astigiana, si è aggiudicata il Palio in ben cinque edizioni.
- 1988 e 1989 con il fantino Maurizio Farnetani, detto Bucefalo, ed il cavallo Aida (scodata)
- 1994 e 1995 con il fantino Mario Cottone detto Truciolo ed il cavallo Rapsodia
- 2018 con il fantino Federico Arri detto Guerriero ed il cavallo Calliope da Clodia

## Cultura

### Musei
Nel maggio del 2015 è stato inaugurato il Museo civico, la cui collezione prevede opere d'arte, in maggior parte dipinti, lasciate al Comune dal diplomatico e collezionista moncalvese Franco Montanari, morto nel 1973.

### Eventi
- Festa Medievale (ottobre)
- Fiera del tartufo (ultime due domeniche di ottobre)
- Festa patronale di San Antonino (terza domenica di maggio)
- Fiera del bue grasso (secondo mercoledì non festivo di dicembre)
- Sagra delle cucine monferrine (terza domenica di giugno)
- Blu Notti Blues - Festival gemellato con il Montreux Jazz Festival Sezione OFF, in piazza Carlo Alberto (luglio, attualmente sospeso)
- Rassegna teatrale di prosa (novembre-marzo)
- Rassegna di teatro in dialetto (ottobre-novembre)
- Concerti di musica classica e organistica
- Mercatino dell'antiquariato  (prima domenica di ogni mese)

## La comunità ebraica di Moncalvo
Moncalvo è stata sede, fino al 1939, di una fiorente comunità ebraica. Solo poche tracce sono oggi visibili del ghetto, che era situato tra le vie General Montanari e IV Marzo, e dell'edificio in piazza Castello che ospitava la sinagoga. Rimane il vecchio cimitero, sulla via per Alessandria, con tombe antiche del Settecento.

## Infrastrutture e trasporti
La stazione di Moncalvo sorge lungo la ferrovia Castagnole-Asti-Mortara, il cui traffico è sospeso dal 2011.

## Amministrazione
Di seguito è presentata una tabella relativa alle amministrazioni che si sono succedute in questo comune.
| Periodo        | Periodo        | Primo cittadino     | Partito                        | Carica  | Note   |
| -------------- | -------------- | ------------------- | ------------------------------ | ------- | ------ |
| 17 giugno 1985 | 8 giugno 1990  | Giovanni Verrua     | -                              | Sindaco | [ 12 ] |
| 8 giugno 1990  | 24 aprile 1995 | Giovanni Verrua     | lista civica                   | Sindaco | [ 12 ] |
| 24 aprile 1995 | 14 giugno 1999 | Aldo Fara           | Partito Popolare Italiano      | Sindaco | [ 12 ] |
| 14 giugno 1999 | 14 giugno 2004 | Aldo Fara           | lista civica                   | Sindaco | [ 12 ] |
| 14 giugno 2004 | 8 giugno 2009  | Roberto Mombellardo | lista civica                   | Sindaco | [ 12 ] |
| 8 giugno 2009  | 26 maggio 2014 | Aldo Fara           | lista civica                   | Sindaco | [ 12 ] |
| 26 maggio 2014 | 25 maggio 2019 | Aldo Fara           | lista civica Progetto Moncalvo | Sindaco | [ 12 ] |
| 26 maggio 2019 | in carica      | Christian Orecchia  | lista civica Moncalvo viva     | Sindaco | [ 12 ] |

### Gemellaggi
- Patti

## Sport

### Calcio
La principale squadra di calcio della città, l'U.S.D. Moncalvo Calcio, precedentemente denominata Moncalvese e Moncalvo Pianeta Scommesse, è arrivata a disputare il campionato di promozione.